# Boehringer Ingelheim
C.H. Boehringer Sohn Ko. KG er moderselskab til Boehringer Ingelheim, der er en tysk lægemiddelproducent. Virksomheden blev etableret i 1885 af Albert Boehringer i Ingelheim am Rhein. De har 146 afdelinger og 47.700 ansatte. Boehringer Ingelheim er familie-ejet af familierne Boehringer, Liebrecht og von Baumbach.
Selskabets danske afdeling er beliggende på Islands Brygge i København.